# Liste der Universitätsräte der Universität Innsbruck
Die Liste der Universitätsräte der Universität Innsbruck listet alle Personen auf, die seit 2003 Mitglied des Universitätsrats der Universität Innsbruck waren.

## 2003–2008
- Johannes Michael Rainer, Vorsitzender
- Vera Purtscher, stellvertretende Vorsitzende
- Helmut Fröhlich
- Ulrich Gäbler
- Peter Gröbner
- Fritz Hakl
- Hans Vogler

## 2008–2013
- Johannes Michael Rainer, Vorsitzender
- Christian Smekal, stellvertretender Vorsitzender
- Monika Knofler
- Eva Kreisky
- Oswald Mayr
- Vera Purtscher
- Hartmut Schiedermair

## 2013–2018
- Christian Smekal, Vorsitzender
- Eva Kreisky, stellvertretende Vorsitzende
- Oswald Mayr
- Henrietta Egerth-Stadlhuber
- Peter Gröbner
- Luise Müller
- Werner Ritter

## 2018–2023
- Werner Ritter, Vorsitzender
- Henrietta Egerth-Stadlhuber, stellvertretende Vorsitzende
- Luise Müller
- Johannes Ortner
- Anton Pelinka
- Carina Schiestl-Swarovski
- Karin Treichl

## 2023–2028
- Reinhard Schretter, Vorsitzender
- Christine Baur, stellvertretende Vorsitzende
- Brigitte Mazohl
- Angelika Schätz
- Heinrich Schmidinger
- Klaus Schröder
- Mathias Vogl